# Karl-Schmidt-Rottluff-Stipendium
Das Karl-Schmidt-Rottluff-Stipendium ist ein postgraduales Stipendium für hervorragende künstlerische Leistungen. Im Rhythmus von zwei Jahren werden bis zu fünf Stipendien an bildende Künstler vergeben, die ausschließlich oder überwiegend freiberuflich tätig sind. Die Laufzeit des Stipendiums beträgt zunächst ein Jahr; sie kann um ein weiteres Jahr verlängert werden. Das Stipendium ist mit monatlich 1200 Euro dotiert, zudem beinhaltet es die Möglichkeit zur Teilnahme an den Bildungsveranstaltungen der Studienstiftung des deutschen Volkes (Exkursionen, Akademien, Workshops und Tagungen). Am Ende der Förderungszeit präsentieren die letzten beiden Jahrgänge ihre Arbeiten in einer Gruppenausstellung in der Kunsthalle Düsseldorf samt Begleitprogramm und der Publikation eines Einzelkataloges. Es gibt keine Auflagen hinsichtlich des Aufenthaltsortes oder des Arbeitsvorhabens. Das Höchstalter sollte bei Vorschlag 35 Jahre nicht überschreiten.
Begründet wurde das Stipendium im Jahr 1975 durch Karl Schmidt-Rottluff, der sein privates Vermögen in die Karl Schmidt-Rottluff Förderungsstiftung einbrachte, „In der Überzeugung, daß der Erfolg meines schöpferischen Wirkens erhalten bleiben und in den Fluß künstlerischen Schaffens eingegliedert werden sollte“ (Stiftungsurkunde). Die Konzeption und Durchführung erfolgt seit 1977 durch die Studienstiftung des deutschen Volkes. Partner ist seit 2007 die Marianne Ingenwerth-Stiftung im Stifterverband für die Deutsche Wissenschaft. Geleitet wird das Programm von Julia Apitzsch-Haack, Leiterin der Förderung der Künste und des Berliner Büros der Studienstiftung.

## Stipendiaten (Auswahl)
- 1977: Wolfgang Nestler, Friedemann Hahn, Thomas Kaminsky, Christiane Möbus
- 1978: Lili Fischer, Isa Genzken, Barbara Schmidt-Heins, Gabriele Schmidt-Heins, Rolf Zimmermann
- 1979: Lothar Baumgarten, Harald Gruber, Christian Löwenstein, Susanne Mahlmeister, Bernd Zimmer
- 1980: Jürgen Bordanowicz, Heiner Altmeppen, Dagmar Rhodius, Katharina Sieverding
- 1981: Otto Boll, Dan Freudenthal, Michael Heindorff
- 1982: Volker Tannert, Frank Dornseif, Manfred Gieseler, Hella Santarossa
- 1983: Stephan Balkenhol, Ludger Gerdes, Thomas Lange, Reinhard Mucha, Marcel Odenbach, Eva-Maria Schön
- 1984: Wolfgang Luy, Klaus Mettig, Ernst Kapatz, Elisabeth Wagner
- 1985: Bruno K., Astrid Klein, Norbert Kraus, Bernhard Prinz
- 1986: Bogomir Ecker, Axel Hütte, Klaus Kumrow
- 1987: Klaus vom Bruch, Cordula Güdemann, Sibylle Ungers, Thomas Virnich, Winfried Virnich
- 1988: Volker Thies, Hans-Peter Webel, Wilhelm Weiner, Petra Wunderlich
- 1989: Asta Gröting, Heiner Blumenthal, Elke Denda, Bernhard Striebel
- 1990: Dieter Kiessling, Walter Kütz, Clara Marek, Günther Rost
- 1991: Karl Kels, Karin Kneffel, Thomas Locher, Jörg Rode
- 1992: Franka Hörnschemeyer, Christiane Richter, Frank Rosenthal, Eva Ruhland
- 1993: Anke Doberauer, Katharina Grosse, Norbert Kottmann
- 1994: Pia Stadtbäumer, Maix Mayer, Gabi Schirrmacher, Rolf Walz
- 1995: Natascha Sadr Haghighian, Frances Scholz, Martin Schwenk
- 1996: Isa Dahl, Thomas Eller, Andreas Köpnick, Stefan Löffelhardt, Gregor Schneider
- 1997: Thomas Demand, Maik und Dirk Löbbert, Diemut Schilling
- 1998: Thomas Zitzwitz, Gunda Förster, Sabine Hornig
- 1999: Eberhard Havekost, Heike Aumüller
- 2000: Nol Hennissen, Christian Jankowski, Volker Lang
- 2002: Susanne Bürner, Thomas Scheibitz, Alexandra Ranner, Marita Maul
- 2004: Martin Kobe, Stefan Mauck, David Zink Yi, Ralf Ziervogel, Stella Hamberg
- 2006: Roland Gätzschmann, Freya Hattenberger, Sibylle Springer, Eva Teppe
- 2010: Katja Eckert, Sven Johne, Alicja Kwade, Cathleen Schuster
- 2012: Eli Cortiñas, Jenny Kropp (FORT), Anna Möller, Jonas Weichsel, Pablo Wendel
- 2014: Mariechen Danz, Antje Engelmann, Pauline M’Barek, Konrad Mühe, Jens Pecho
- 2016: Charlotte Dualé, Susann Maria Hempel, Sarah Lehnerer, Raphael Sbrzesny, Arne Schmitt
- 2018: Yalda Afsah, Serena Ferrario, Felix Leffrank, Henrike Naumann, Fabian Treiber
- 2020: Ava Irandoost, Ida Kammerloch, Vera Palme, Julia Phillips, Silke Schönfeld
- 2022: Matej Bosnić, Cudelice Brazelton IV, Nicolas Fehr, Daniel Hopp, Larissa Rosa Lackner, Andrėja Šaltytė
- 2025: Vincent Haynes, Jeanna Kolesova, Mizi Lee, Amin Motalebzadeh, Tino Zimmermann